# 江一インターチェンジ
江一インターチェンジ（カンイルインターチェンジ）または江一ジャンクション（カンイルジャンクション）は大韓民国ソウル特別市江東区にある首都圏第一循環高速道路のインターチェンジであり、ソウル襄陽高速道路（60号線）と首都圏第一循環高速道路（100号線）を結ぶジャンクションである。また、オリンピック大路の終点であり、渼沙大路の時点でもある。

## 接続する路線

### 春川・襄陽方面
- ソウル襄陽高速道路

### 板橋・九里方面
- 首都圏第一循環高速道路（7番）

## 隣
ソウル襄陽高速道路
- 江一IC - 船洞IC

首都圏第一循環高速道路
- (6) 上一IC - (7) 江一IC - (8) 土坪IC